# Montmelard
Montmelard  est une commune française située dans le département de Saône-et-Loire, en région Bourgogne-Franche-Comté.

## Géographie

### Description

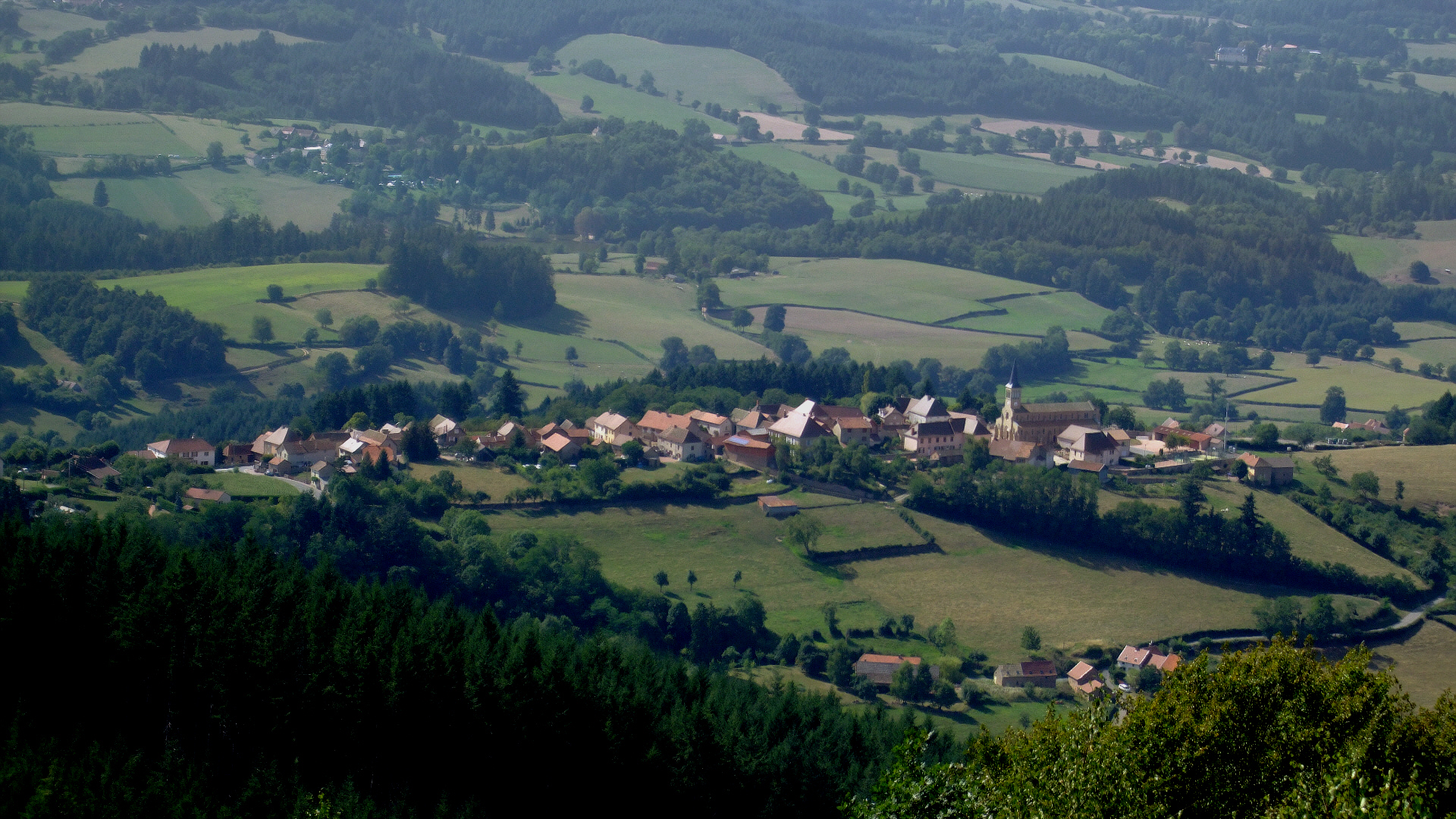
Panorama général

Montmelard est une commune du Haut Clunisois située dans le sud de la Saône-et-Loire, proche du département du Rhône, jouxtant au nord-ouest l'ancien chef-lieu de canton de Matour, situé à 32 km à vol d'oiseau à l'ouest de Mâcon, 45 km au nord-ouest de Villefranche-sur-Saône, 41 km au nord-est de Roanne et 26 km au sud-est de Paray-le-Monial.
Le Sentier de grande randonnée GR 7 passe sur les contreforts du Mont Saint-Cyr.
La commune se trouve dans la zone d'emploi de Charolais et dans le bassin de vie de La Clayette.

### Communes limitrophes
Les communes limitrophes sont  Beaubery, Dompierre-les-Ormes, Gibles, Matour, Ozolles et Verosvres.

### Géologie et relief
La superficie de la commune est de 22,35 km2 ; son altitude varie de 345  à   765 mètres. 

### Hydrographie

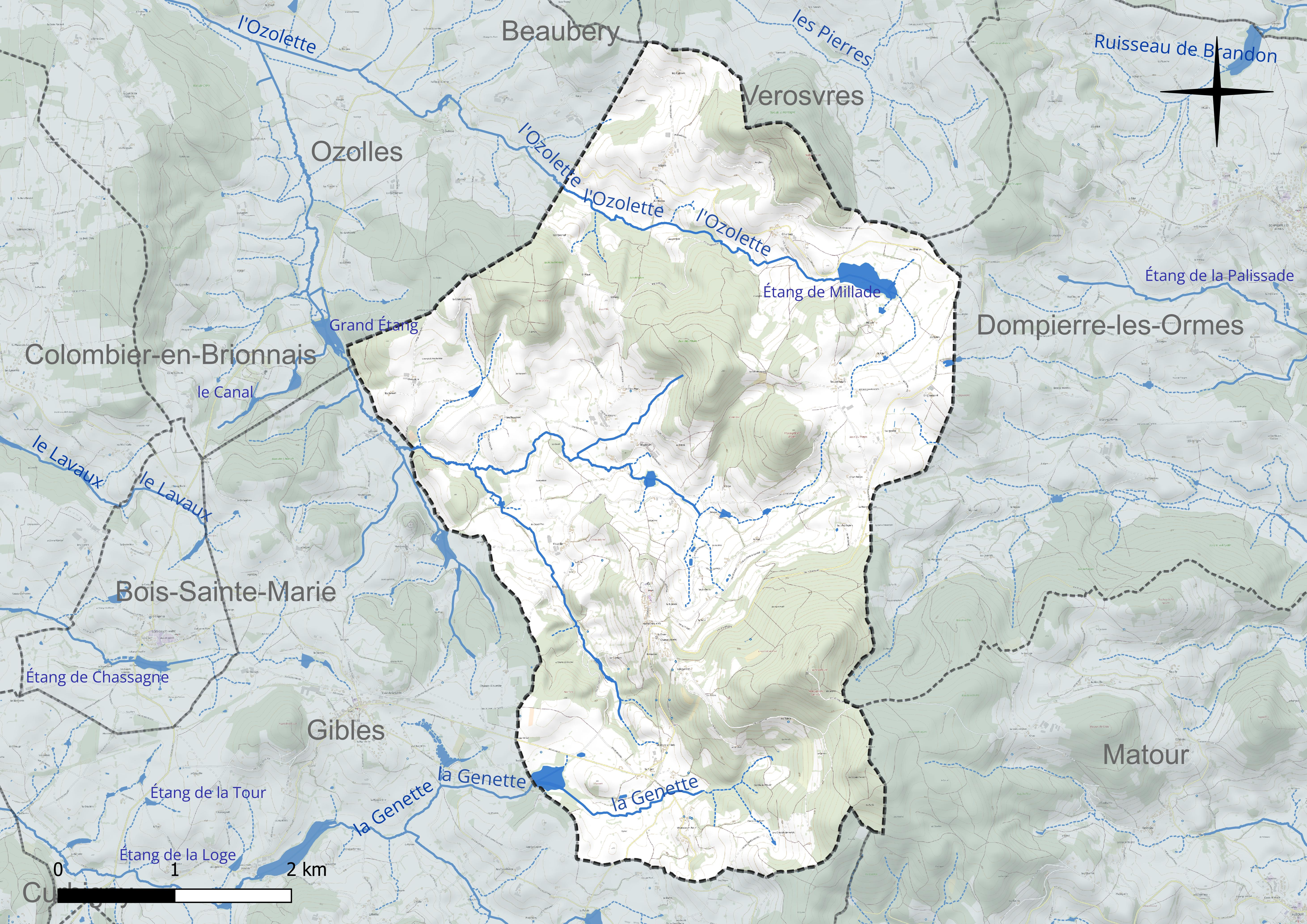
Carte hydrographique de la commune.

La commune est drainée par l'Ozolette et plusieurs ruisseaux, ses affluents.
L'Ozolette est un affluent de l'Arconce et donc un sous-affluent de la Loire en rive droite.

## Climat
Pour des articles plus généraux, voir Climat de la Bourgogne-Franche-Comté et Climat de Saône-et-Loire.
En 2010, le climat de la commune est de type climat des marges montargnardes, selon une étude du Centre national de la recherche scientifique s'appuyant sur une série de données couvrant la période 1971-2000. En 2020, Météo-France publie une typologie des climats de la France métropolitaine dans laquelle la commune est exposée à un climat de montagne ou de marges de montagne et est dans la région climatique Centre et contreforts nord du Massif Central, caractérisée par un air sec en été et un bon ensoleillement.
Pour la période 1971-2000, la température annuelle moyenne est de 9,5 °C, avec une amplitude thermique annuelle de 16,7 °C. Le cumul annuel moyen de précipitations est de 1 022 mm, avec 12,7 jours de précipitations en janvier et 8,4 jours en juillet. Pour la période 1991-2020, la température moyenne annuelle observée sur la station météorologique de Météo-France la plus proche, « Matour_sapc », sur la commune de Matour à 6 km à vol d'oiseau, est de 11,0 °C et le cumul annuel moyen de précipitations est de 1 029,8 mm. 
La température maximale relevée sur cette station est de 39 °C, atteinte le 24 juillet 2019 ; la température minimale est de −16,4 °C, atteinte le 5 février 2012,,.
Les paramètres climatiques de la commune ont été estimés pour le milieu du siècle (2041-2070) selon différents scénarios d'émission de gaz à effet de serre à partir des nouvelles projections climatiques de référence DRIAS-2020. Ils sont consultables sur un site dédié publié par Météo-France en novembre 2022.

## Urbanisme

### Typologie
Au 1er janvier 2024, Montmelard est catégorisée commune rurale à habitat très dispersé, selon la nouvelle grille communale de densité à sept niveaux définie par l'Insee en 2022.
Elle est située hors unité urbaine et hors attraction des villes,.

### Occupation des sols

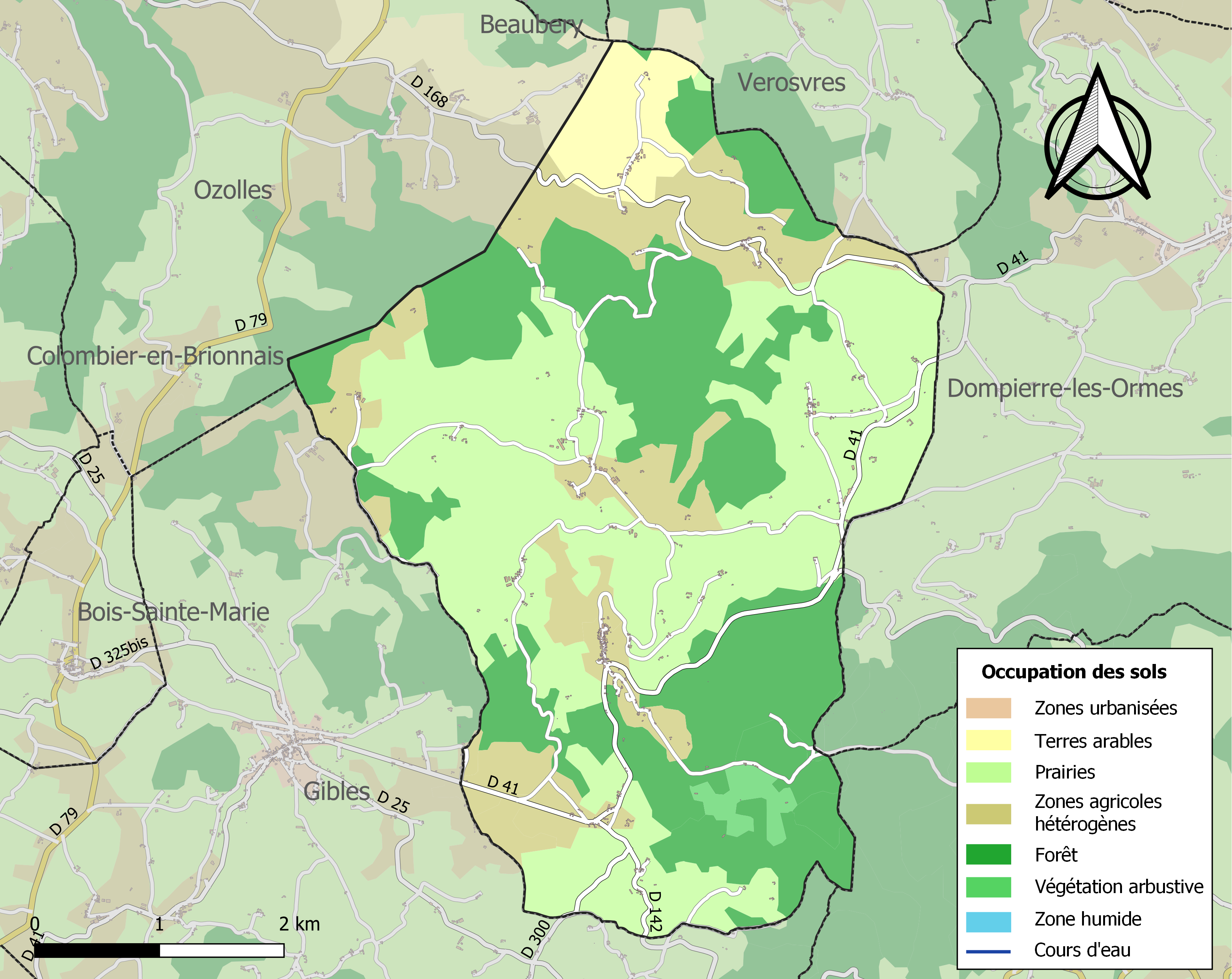
Carte des infrastructures et de l'occupation des sols de la commune en 2018 (CLC).

L'occupation des sols de la commune, telle qu'elle ressort de la base de données européenne d’occupation biophysique des sols Corine Land Cover (CLC), est marquée par l'importance des territoires agricoles (64,7 % en 2018), en diminution par rapport à 1990 (66,7 %). 
La répartition détaillée en 2018 est la suivante : prairies (42,1 %), forêts (34,2 %), zones agricoles hétérogènes (18,2 %), terres arables (4,4 %), milieux à végétation arbustive et/ou herbacée (1,2 %). 
L'évolution de l’occupation des sols de la commune et de ses infrastructures peut être observée sur les différentes représentations cartographiques du territoire : la carte de Cassini (XVIIIe siècle), la carte d'état-major (1820-1866) et les cartes ou photos aériennes de l'IGN pour la période actuelle (1950 à aujourd'hui).

### Habitat et logement
En 2021, le nombre total de logements dans la commune était de 247, alors qu'il était de 241 en 2016 et de 250 en 2011. 
Parmi ces logements, 63,5 % étaient des résidences principales, 24 % des résidences secondaires et 12,4 % des logements vacants. Ces logements étaient pour 97,7 % d'entre eux des maisons individuelles et pour 2 % des appartements. 
Le tableau ci-dessous présente la typologie des logements à Montmelard en 2021 en comparaison avec celle de Saône-et-Loire et de la France entière. Une caractéristique marquante du parc de logements est ainsi une proportion de résidences secondaires et logements occasionnels (24 %) supérieure à celle du département (7,4 %) et à celle de la France entière (9,7 %). 
| Typologie                                               | Montmelard | Saône-et-Loire | France entière |
| ------------------------------------------------------- | ---------- | -------------- | -------------- |
| Résidences principales (en %)                           | 63,5       | 82,4           | 82,2           |
| Résidences secondaires et logements occasionnels (en %) | 24         | 7,4            | 9,7            |
| Logements vacants (en %)                                | 12,4       | 10,2           | 8,1            |

## Toponymie

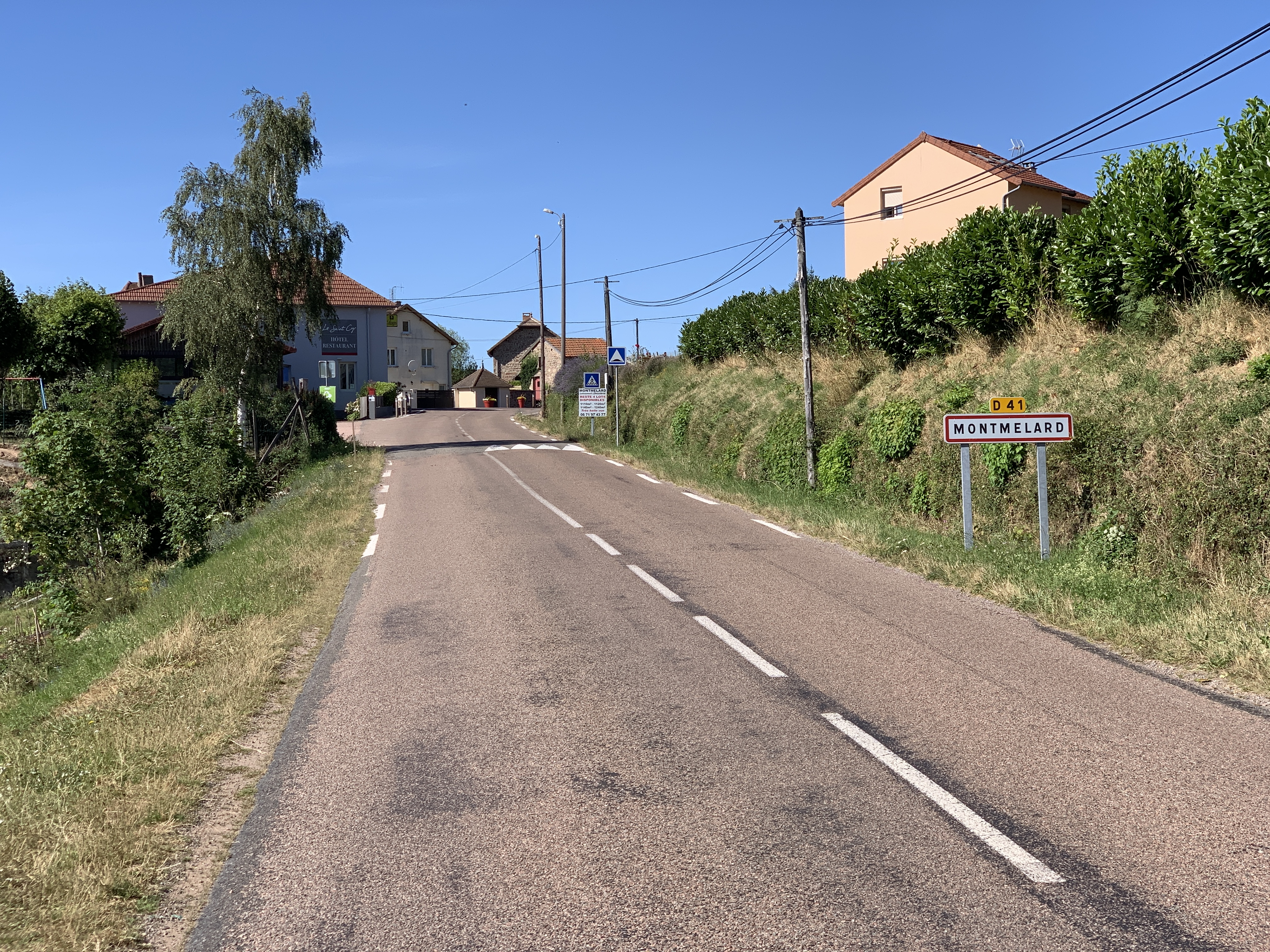
Entrée du village.

Le nom de la commune en patois  charolais est Montmelâ[réf. nécessaire].

## Histoire
Paroisse très ancienne, Montmelard était sous le patronage de l'abbé de Cluny depuis 983, date à laquelle l'église est donnée à saint Mayeul par Valère, évêque d'Autun.

## Politique et administration

### Rattachements administratifs et électoraux

#### Rattachements administratifs
La commune se trouve dans l'arrondissement de Mâcon du département de Saône-et-Loire.
Elle faisait partie depuis 1793 du canton de Matour. Dans le cadre du redécoupage cantonal de 2014 en France, cette circonscription administrative territoriale a disparu, et le canton n'est plus qu'une circonscription électorale.

#### Rattachements électoraux
Pour les élections départementales, la commune fait partie depuis 2014 du canton de La Chapelle-de-Guinchay
Pour l'élection des députés, elle fait partie de la première circonscription de Saône-et-Loire.

### Intercommunalité
Montmelard était membre de la petite communauté de communes de Matour et sa région, un établissement public de coopération intercommunale (EPCI) à fiscalité propre créé fin 1992 et auquel la commune avait transféré un certain nombre de ses compétences, dans les conditions déterminées par le code général des collectivités territoriales.
Dans le cadre des dispositions de la loi portant nouvelle organisation territoriale de la République du 7 août 2015, qui prévoit que les établissements publics de coopération intercommunale (EPCI) à fiscalité propre doivent avoir un minimum de 15 000 habitants, cette intercommunalité a fusionné avec sa voisine pour former, le 1er janvier 2017, la communauté  de communes Saint-Cyr Mère Boitier entre Charolais et Mâconnais, dont est désormais membre la commune.

### Liste des maires
| Période                                  | Période                       | Identité        | Étiquette | Qualité |
| ---------------------------------------- | ----------------------------- | --------------- | --------- | --- |
| Les données manquantes sont à compléter. |                               |                 |           | |
|                                          |                               |                 |           | |
|                                          | après 1969                    | Pierre Vouillon |           | |
|                                          | 1999                          | Jean Chevalier  |           | |
| 1999                                     | juin 2022                     | Jean-Marc Morin | UDI       | Chef d’entreprise puis responsable commercial retraité Vice-président de la CC de Matour et sa région (2014 → 2016) Vice-président (2017 → 2020) puis président de la CC Saint-Cyr Mère Boitier entre Charolais et Mâconnais (2020 → 2022) Président de la Zone Industrielle Genève-Océan-Les Prioles (Dompierre-les-Ormes) Vice-président du PETR du Mâconnais Sud Bourgogne ( ? → 2022) Mort en fonction |
| juillet 2022                             | En cours (au 28 janvier 2025) | Laure Fleury    |           | Employée de restauration scolaire |

## Équipements et services publics

### Enseignement
Depuis les années 1980, Montmelard et Dompierre-les-Ormes ont conclu un RPI qui permet à la commune de conserver une classe.
Le RPI compte six classes, dont une à Montmelard, qui scolarise les CM1/CM2

## Population et société

### Démographie
L'évolution du nombre d'habitants est connue à travers les recensements de la population effectués dans la commune depuis 1793. Pour les communes de moins de 10 000 habitants, une enquête de recensement portant sur toute la population est réalisée tous les cinq ans, les populations de référence des années intermédiaires étant quant à elles estimées par interpolation ou extrapolation. Pour la commune, le premier recensement exhaustif entrant dans le cadre du nouveau dispositif a été réalisé en 2007.

En 2022, la commune comptait 356 habitants, en évolution de +2,01 % par rapport à 2016 (Saône-et-Loire : −1,06 %, France hors Mayotte : +2,11 %).
| 1793  | 1800  | 1806 | 1821  | 1831  | 1836  | 1841  | 1846  | 1851  |
| ----- | ----- | ---- | ----- | ----- | ----- | ----- | ----- | ----- |
| 1 046 | 1 031 | 895  | 1 199 | 1 281 | 1 175 | 1 178 | 1 144 | 1 204 |

| 1856  | 1861  | 1866  | 1872  | 1876  | 1881  | 1886  | 1891  | 1896  |
| ----- | ----- | ----- | ----- | ----- | ----- | ----- | ----- | ----- |
| 1 237 | 1 203 | 1 124 | 1 079 | 1 043 | 1 106 | 1 071 | 1 102 | 1 047 |

| 1901 | 1906 | 1911 | 1921 | 1926 | 1931 | 1936 | 1946 | 1954 |
| ---- | ---- | ---- | ---- | ---- | ---- | ---- | ---- | ---- |
| 978  | 990  | 933  | 829  | 765  | 736  | 723  | 673  | 646  |

| 1962 | 1968 | 1975 | 1982 | 1990 | 1999 | 2006 | 2007 | 2012 |
| ---- | ---- | ---- | ---- | ---- | ---- | ---- | ---- | ---- |
| 598  | 550  | 428  | 345  | 320  | 333  | 318  | 316  | 338  |

| 2017 | 2022 | - | - | - | - | - | - | - |
| ---- | ---- | - | - | - | - | - | - | - |
| 356  | 356  | - | - | - | - | - | - | - |

## Culture locale et patrimoine

### Lieux et monuments
- Église Saint-Barthélemy,
- Mont Saint-Cyr.

Le Mont-Saint-Cyr
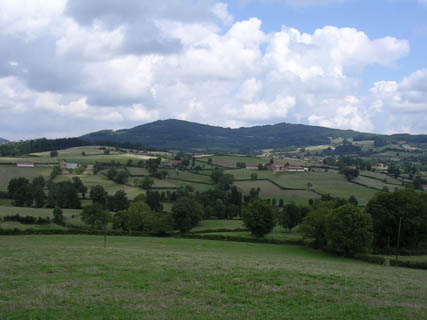
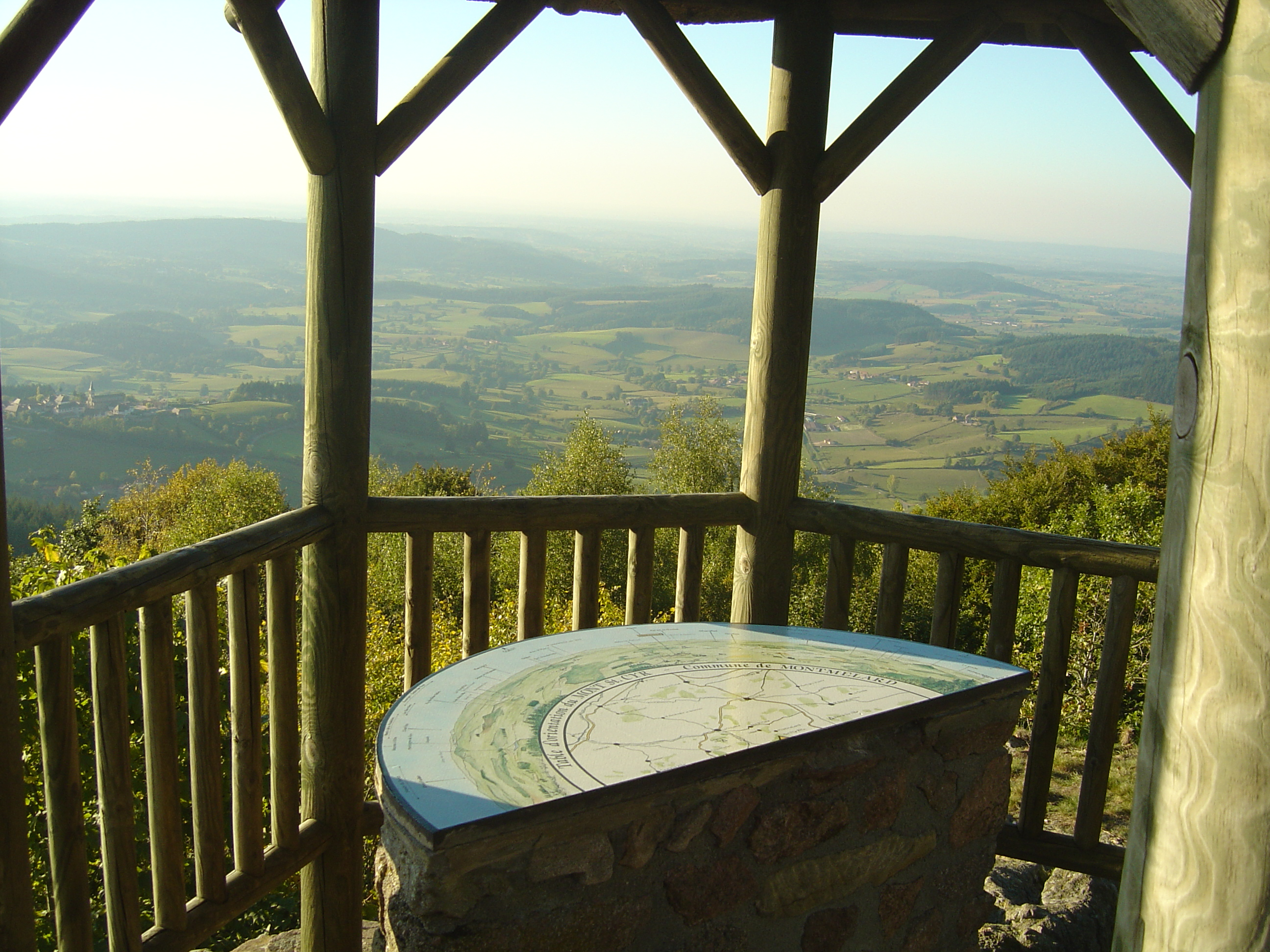
L'une des trois tables d'orientation.
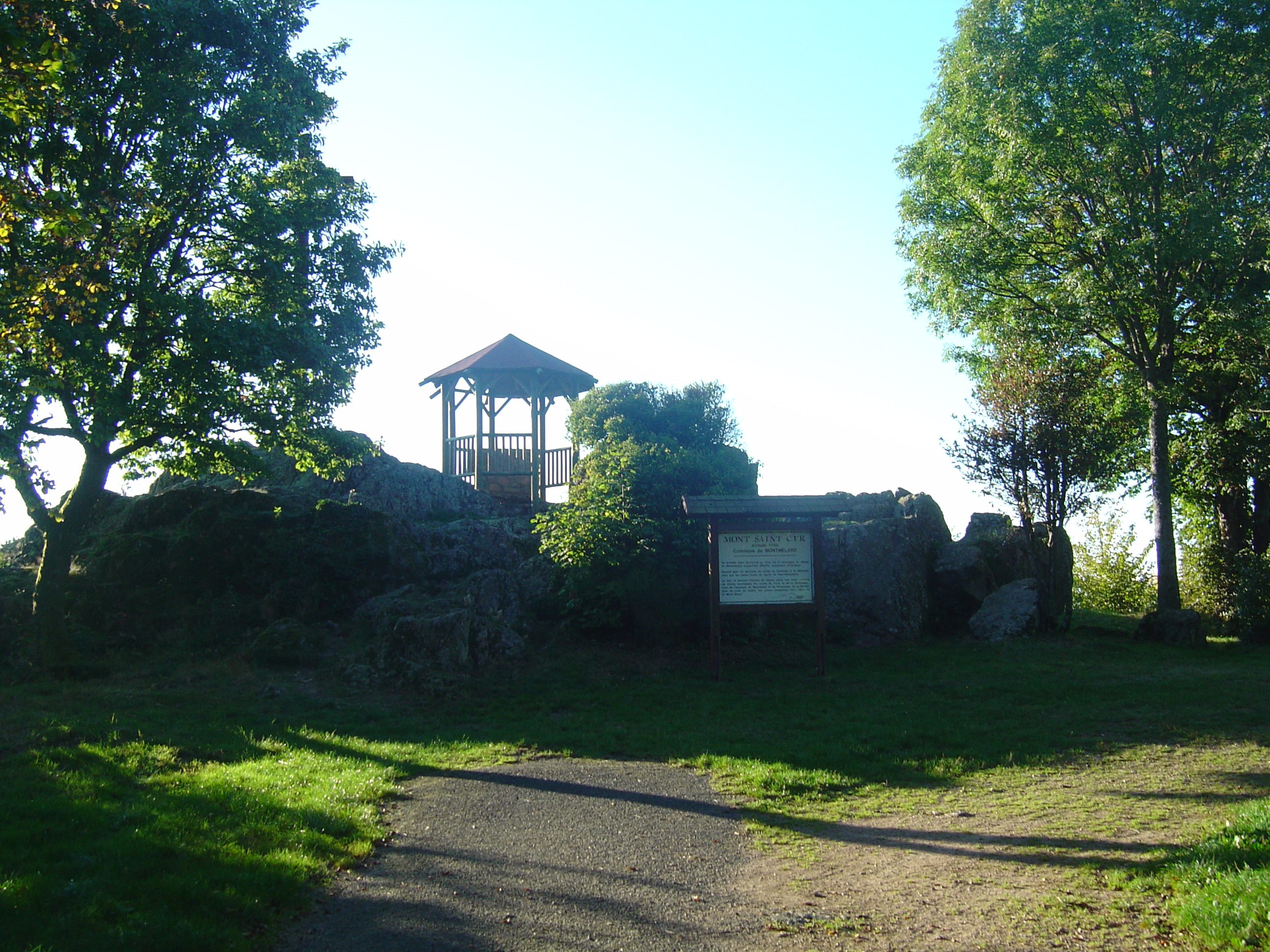

- Le chateau de Vigousset, restauré en 1887[23]
- Château de Villars, des XVe et XVIe siècles[23].
- Moulin de Vigousset, qui dépendanit sous l'Ancien Régime du château de Vigousset, semble dater, avec ses ouvrages annexes (barrage de l’étang du moulin et des différents bâtiments comprenant moulin, huilerie scierie) de l'époque de l'extension de l'Abbaye de Cluny.
En 1884, Benoît Desgeorges, issu d’une famillede meuniers originaire d’Ozolles, achète le moulin ainsi que l’étang et le bâtiment en dessous de l’étang où était installé à l’époque, le moulin à blé avec une paire de meules et une huilerie avec sa meule verticale. En 1934, son petit-fils transforme les installations et en fait un moulin à cylindres, avec un moteur électrique servant si besoin de force motrice d’appoint.
La mouture du blé cesse fin juillet 1969 et les moutures pour le bétail en juillet 1971. Le moulin cesse tout fonctionnement en 1978 et est désormais une résidence secondaire dont le propriétaire a entrepris la restauration du moulin[23].

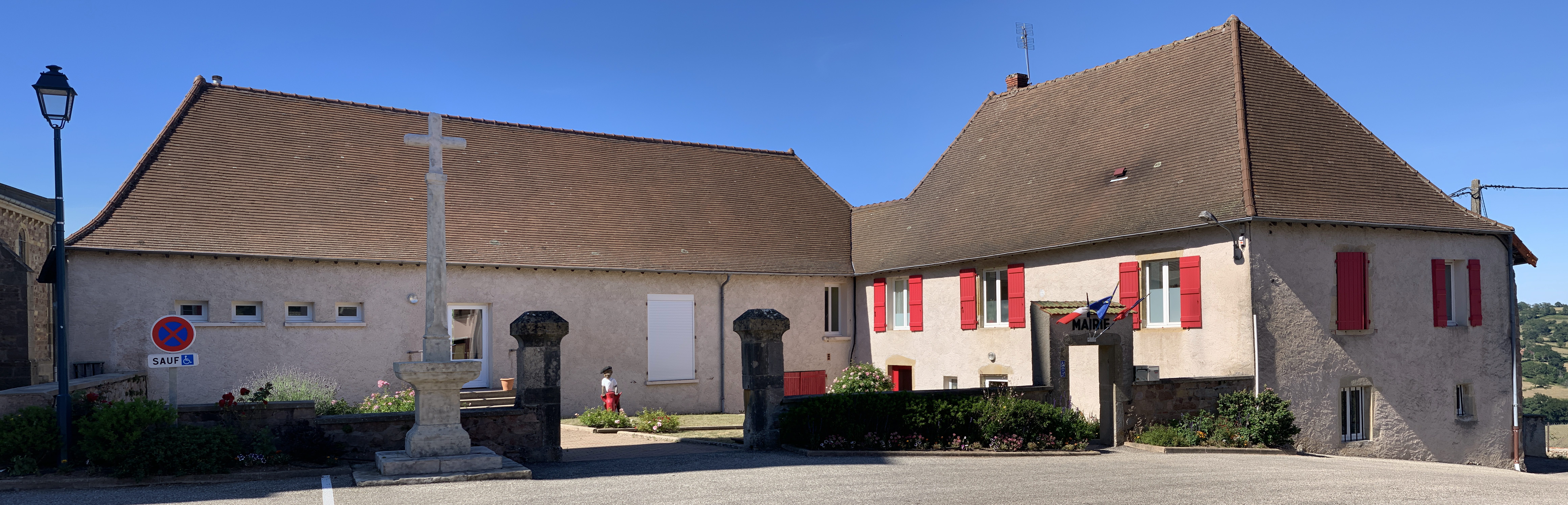
La mairie.
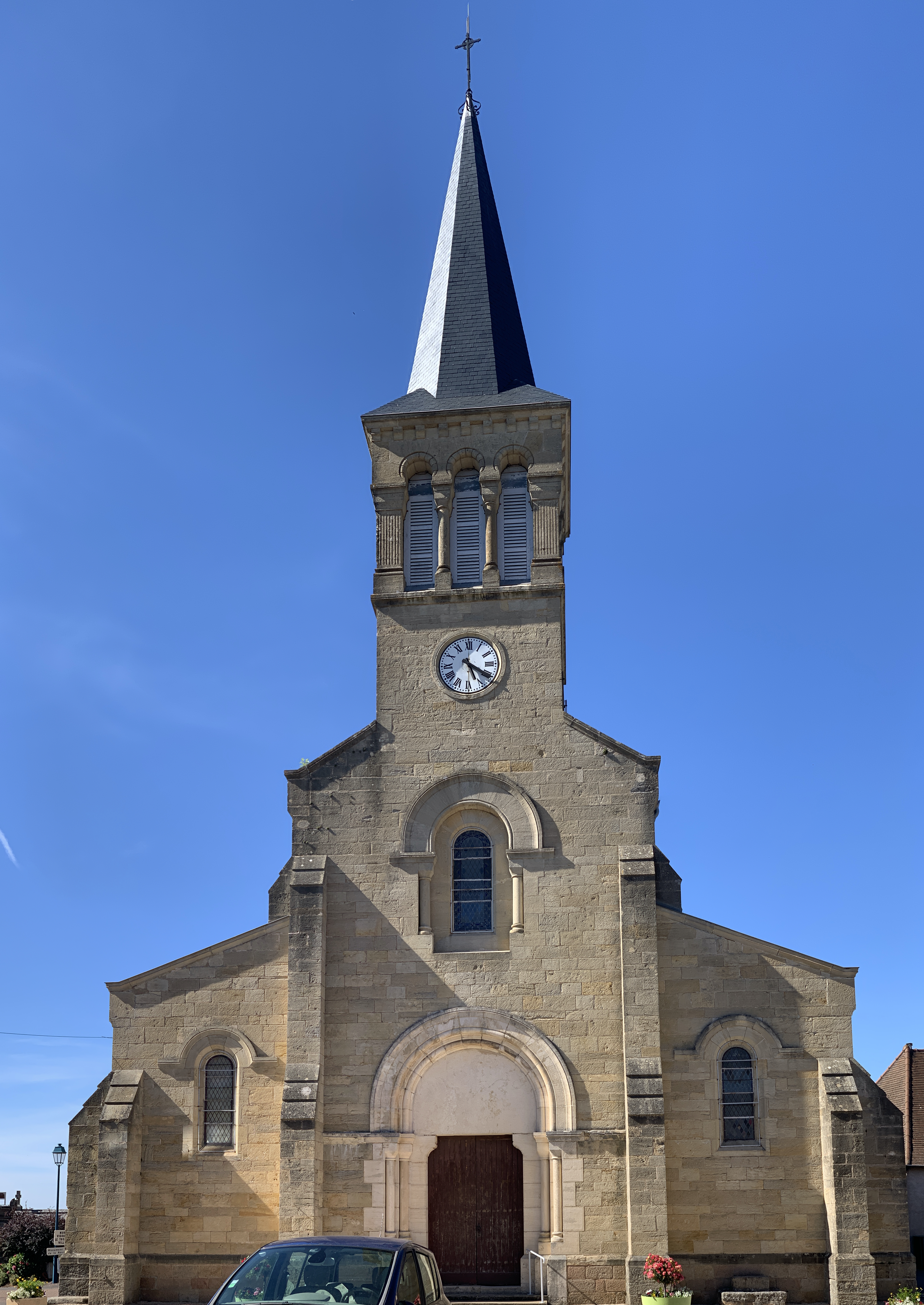
L'église Saint-Barthélémy
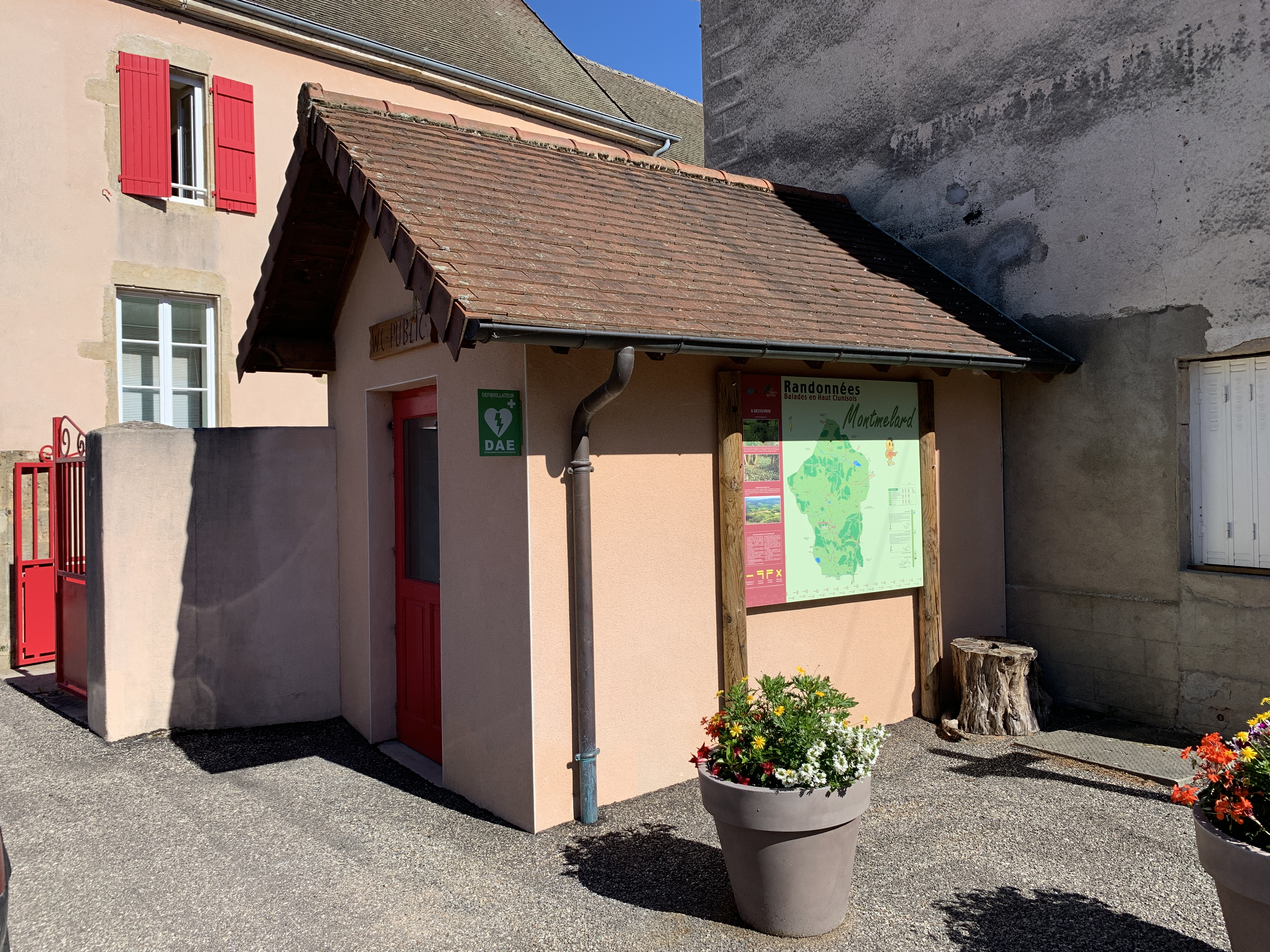
L'ancien poids public.
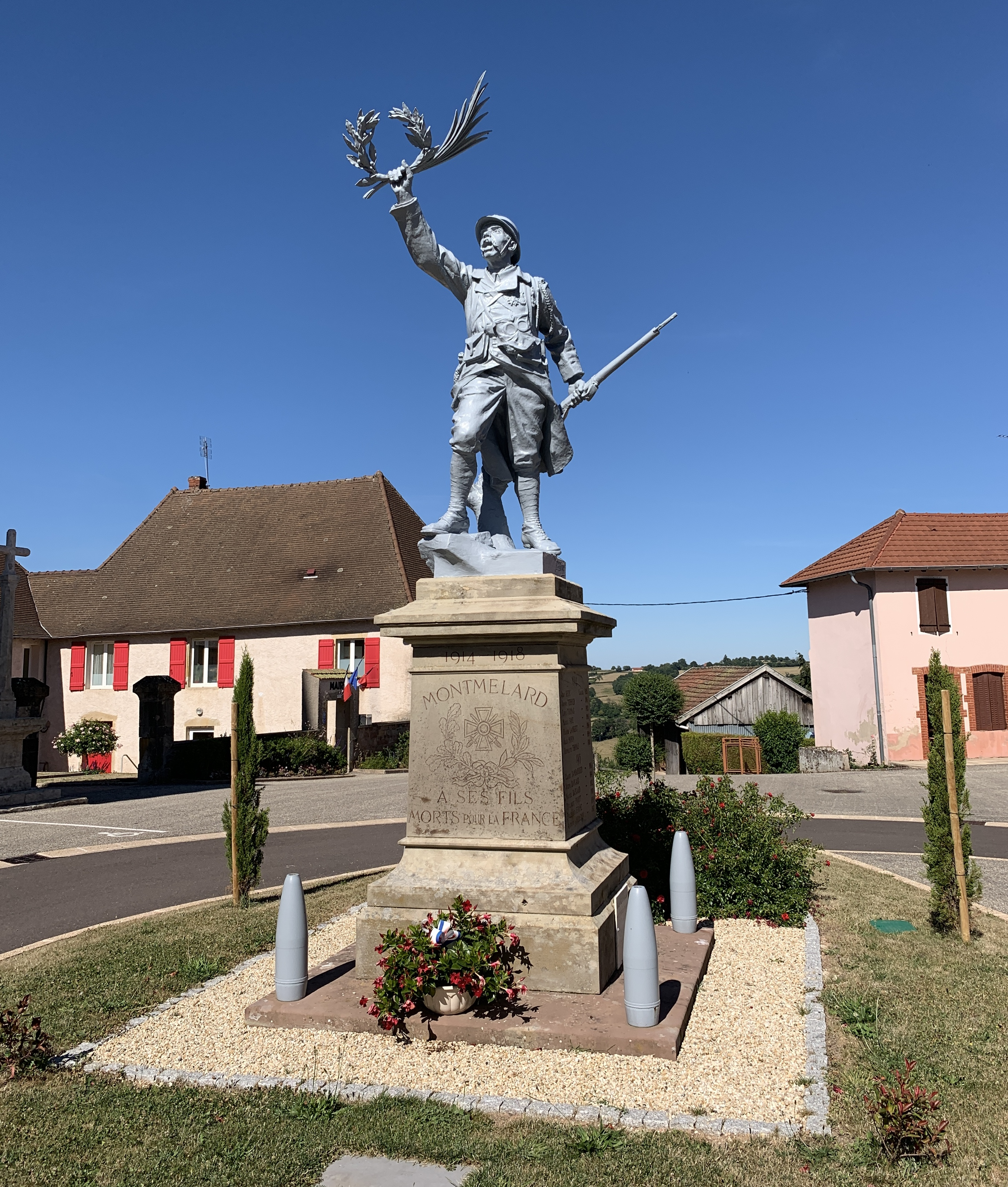
Le monument aux morts

## Pour approfondir